# راؤول دوس سانتوس
راؤول دوس سانتوس (بالإسبانية: Raúl Dos Santos)‏ هو لاعب كرة قدم أوروغواياني، ولد في 19 أبريل 1967 في مونتفيدو في الأوروغواي. لعب مع نادي فياريال.